# 溝椎龍屬
溝椎龍屬（學名：Bothriospondylus）是腕龍科恐龍的一屬，生活於侏羅紀晚期的歐洲。成年溝椎龍估計可達15-20公尺長，介於腕龍與側空龍之間。
模式種是B. suffossus，是由理查·歐文在1875年命名。屬名意為「被挖掘的脊椎」﹔種名則意為「被挖開」，意指脊椎側面的側腔狀態。某些文獻把種名誤植為「suffosus」。正模標本（編號BMNH R44592-5）是4節背椎，發現於英格蘭的威爾特郡，地質年代屬於侏儸紀晚期的啟莫里階。此外，還發現三節未癒合薦椎。
理查·歐文還命名溝椎龍的三個種。強壯溝椎龍（B. robustus） 的化石是一節背椎（編號BMNH R22428）。B. elongatus的化石是一節脊椎（編號BMNH R2239），發現於英格蘭薩塞克斯郡，原本是赫克氏鳥面龍的綜模標本。B. magnus的化石（編號NHM 28632），也是赫克氏鳥面龍的一個綜模標本。但是，歐文在同份研究補遺中，將強壯溝椎龍取名為大理石椎龙。20世紀初，Friedrich von Huene將部分化石改歸類於畸形龍。由於鳥面龍的命名時間較早，von Huene將溝椎龍改歸類成鳥面龍的一個種。
在1902年，法蘭茲·諾普喬（Franz Nopcsa）將發現於阿根廷的一節脊椎，歸類於溝椎龍；目前被建立為諾普喬椎龍。在法國發現的破碎骨頭、葡萄牙發現的牙齒，也曾被暫時歸類於溝椎龍，直到2017年才另立為蝰神龍屬。
在19世紀末，發現於馬達加斯加的化石，被理查德·萊德克（Richard Lydekker）歸類於溝椎龍的新種，馬達加斯加溝椎龍（B. madagascariensis）。這些化石大都是脊椎，另外還有發現一些臀部及四肢化石。在1986年，約瑟·波拿巴（Jose Bonaparte）將這些化石建立為新屬拉伯龍。此外，當地還有個化石（編號MNHN MAJ 289）也被編入溝椎龍，被標名為「"Bothriospondylus" madagascariensis」。
在2010年的溝椎龍重新研究，支持馬達加斯加化石是獨立屬的理論，並認為溝椎龍本身是個疑名。另一研究提出，大部分蜥腳類恐龍有五個腕骨，而溝椎龍只有三個腕骨。
溝椎龍曾經被歸類於不同演化支。最初被歸類於個別的溝椎龍科（Bothriospondylidae），而大部分書籍則歸類於腕龍科。由於溝椎龍的化石稀少、被侵蝕過，缺乏可供鑑定的共有衍徵，無法確定是否屬於腕龍科、或是新蜥腳類。在馬達加斯加的脊椎標本，則可能是真蜥腳類的基礎物種，不屬於新蜥腳類。

## 外部連結
- http://www.dinoruss.com/de_4/5a6cfed.htm （页面存档备份，存于）